# Luke Fildes

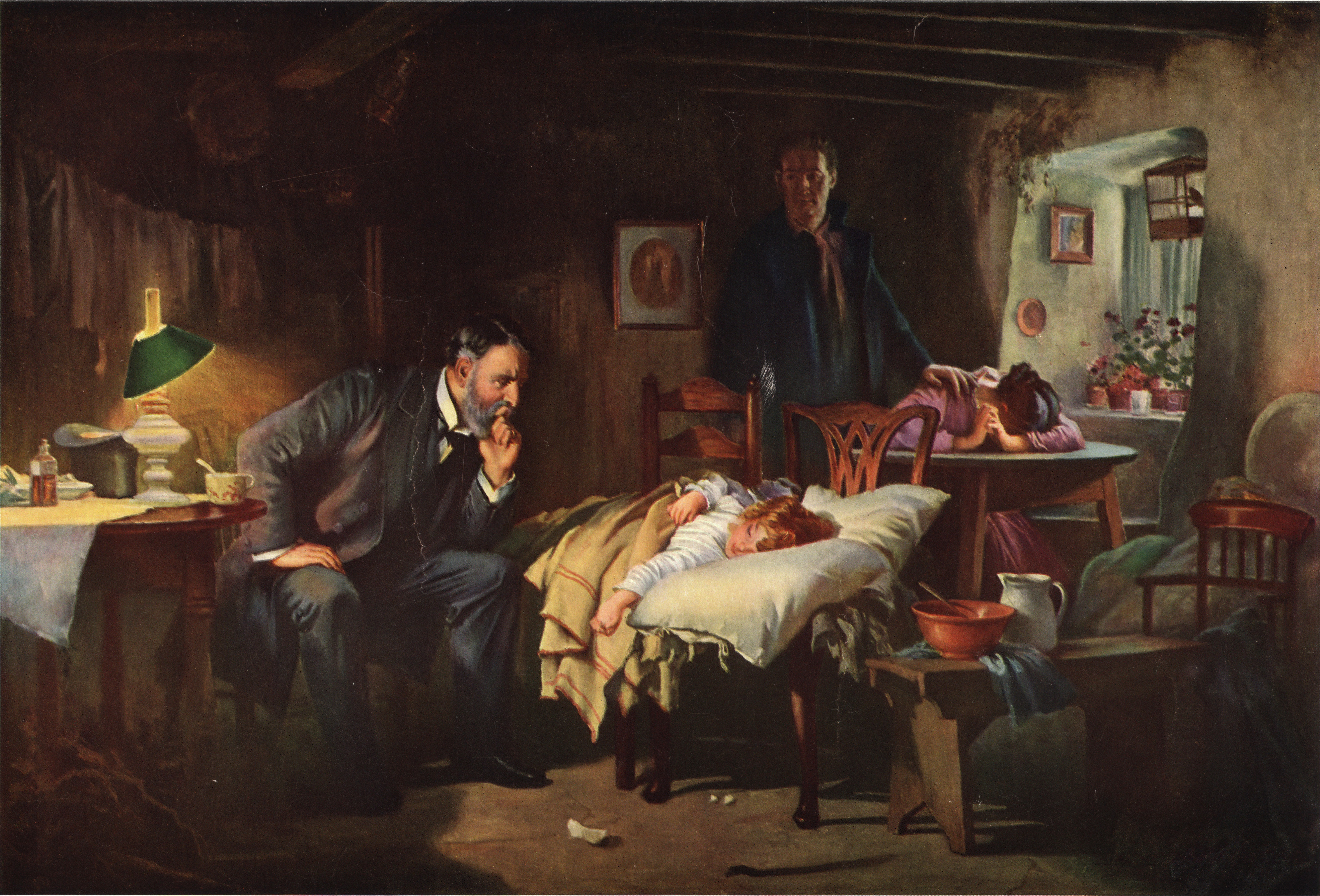
Doktor

Sir Samuel Luke Fildes (3. října 1843 Liverpool – 27. února 1927) byl anglický malíř. Vystudoval South Kensington.

## Život
Když byl dítě, adoptovala jej jeho babička Mary Fildesová, politická aktivistka, která byla jednou z mluvčích na Manchesterském mítingu. V roce 1840 se Mary Fildesová stala hlavní postavou Ženského chartistického hnutí.
V sedmnácti letech se stal studentem Warrington School of Art. V roce 1863 získal stipendium, které mu umožnilo studovat na South Kensington Art school, kde se seznámil s Hubertem von Herkomerem a Frankem Hollem. Všichni přátelé byli ovlivněni prací Fredricka Walkera, vůdce sociálního realismu ve Velké Británii.
Po babičce podědil cítění s chudými a tak se v roce 1869 stal zaměstnancem britských novin The Graphic, vydávaných stoupencem sociálních reforem, Williamem Lusonem Thomasem. Sdílel jeho přesvědčení, že vizuální obrazy mají moc zapůsobit na změnu veřejného mínění a změnit tak nazírání lidí na společenská témata jako je chudoba a nespravedlnost. Thomas doufal, že ilustrace vyvolají sociální aktivitu.
V prvním vydání novin Graphic v prosinci roku 1869 byl požádán, aby poskytl ilustraci doprovázející článek, týkající se nového zákona, který umožňoval poskytnout některým z lidí bez domova nocleh v chudobinci.
Obrázek, který vytvořil, ukazoval zástupy lidí, čekajících ve frontě na lístky pro nocleh v chudobinci. Rytinu s názvem Opuštěný a hladový zhlédl John Everett Millais, kterého tak zaujala, že na ni okamžitě upozornil Charlese Dickense. Charles Dickens byl tak ohromen, že jej okamžitě požádal o ilustraci k jeho dílu Záhada Edwina Drooda (1870, The Mystery of Edwin Drood).
Brzy se stal známým a v roce 1870 přestal pracovat pro noviny Graphic, namísto toho obrátil svou pozornost na olejomalbu. Je pokládán za jednoho z nejschopnějších britských malířů[zdroj?].
Namaloval mnoho pozoruhodných obrazů, mimo jiné i korunovaci krále Edwarda VII. a královny Alexandry. V roce 1879 se stal členem Královské umělecké akademie, v roce 1887 se stal akademikem a v roce 1906 by pasován na rytíře.
On a Henry Woods jsou považováni za vůdce Benátské školy.
V roce 1874 se oženil se sestrou Henryho Woodse, s Fanny Woodsovou, která byla také umělkyní.
Jejich první dítě, syn Philip, zemřel na tuberkulózu v roce 1877.
V roce 1880 se soustředil výhradně na portrétní tvorbu, nicméně, v roce 1890, kdy byl požádán Henrym Tatem, aby namaloval obraz pro Britskou národní galerii. Namaloval výjev, který ho velmi zasáhl – lékaře sedícího u postele a plačící matky. Jde o pravděpodobně jeho nejznámější obraz, nese název Doktor.
Od roku 1900 byl nejlépe placeným malířem[zdroj?]. Zemřel v roce 1927.

## Politika
Jeho obraz Doktor byl použit v roce 1949 Americké lékařské asociace v kampani proti návrhu prezidenta Harryho S. Trumana. Obraz byl použit na plakátech a brožurách se sloganem: "Keep Politics Out of this Picture" naznačujícím, že účast vlády na zdravotní péči má negativní efekt na kvalitu této péče. Bylo vyrobeno 65000 plakátů s obrazem Doktor, které pomohly zvýšit národní nedůvěru ve znárodnění zdravotní péče.

## Tvorba
Věnoval se malbě, rytinám. Namaloval mnoho portrétů členů královských rodin, ale věnoval se také ilustracím.
- Opuštění a hladoví (Houseless and Hungry, The Graphic – 12th April, 1869)
- Applicants to a Casual Ward (1874)
- Widower (1876)
- The Return of the Penitent (1876)
- Motherless (1914)